# Mesembrinella fuscipennis
Mesembrinella fuscipennis är en tvåvingeart som först beskrevs av Macquart 1843.  Mesembrinella fuscipennis ingår i släktet Mesembrinella och familjen spyflugor. Inga underarter finns listade i Catalogue of Life.